# John Erman
John Erman (Chicago, 14 gennaio 1935 – New York, 25 giugno 2021) è stato un regista statunitense.

## Filmografia parziale

### Cinema
- Phil il diritto (Making It) (1971)
- Roger il re dei cieli (Ace Eli and Rodger of the Skies) (1973)
- Stella (1990)

### Televisione
- Il mio amico marziano (My Favorite Martian) (1965-1966)
- Per favore non mangiate le margherite (Please Don't Eat the Daisies) (1966)
- Quella strana ragazza (That Girl) (1966-1967)
- Peyton Place (1967-1969)
- La signora e il fantasma (The Ghost & Mrs. Muir) (1968-1970)
- Alexander: The Other Side of Dawn – film TV (1977)
- Chi amerà i miei bambini? (Who Will Love My Children?) (1983)
- A Streetcar Named Desire (1984)
- Una gelata precoce (An Early Frost) (1985)
- The Attic: The Hiding of Anne Frank (1988)
- The Last Best Year (1990)
- Carolina Skeletons (1991)
- Alex Haley's Queen (1993)
- I ragazzi irresistibili (The Sunshine Boys) (1996)
- The Boys Next Door (1996)
- Only Love (1998)
- The Blackwater Lightship (2004)
- Le candele brillavano a Bay Street (Candles on Bay Street) (2006)